# Strikeforce
Pour les articles homonymes, voir Strike Force.
Le Strikeforce était une organisation américaine de kick-boxing et d'arts martiaux mixtes (MMA), fondée en 1985, et basée à San José, en Californie. Il s'agissait de l'une des plus importantes organisations mondiales de MMA, avant d'être rachetée par Zuffa, la société mère de l'UFC, le 12 mars 2011. Le 12 janvier 2013, l'organisation réalise son dernier évènement avant d'être officiellement absorbée par l'UFC.

## Histoire
Scott Coker, pratiquant et passionné d'arts martiaux, débute la promotion d'événements de sports de combat pour la Professional Karate Association (PKA) dans les années 1980, à l'âge de 21 ans.
Ces combats de kick-boxing autorisant les coups portés en plein-contact au-dessus de la ceinture, sans coup de coude,
sont alors diffusés par la chaine américaine ESPN dès 1985.
En 1993, ESPN, satisfait des audiences qu'obtiennent les arts martiaux, contacte Coker afin de proposer des combats de kick-boxing sur leur nouvelle chaine ESPN2, dédiée aux sports extrêmes.
Scott Coker crée alors l'organisation Strikeforce afin de fournir ces programmes.
En 1994, un événement tenu au HP Pavilion at San Jose attire 12 000 personnes.
Si la promotion est alors concentrée sur les combats de boxe pieds-poings, poussée par une rumeur d'une prochaine autorisation des arts martiaux mixtes (MMA) en Californie, elle organise en 1997 un combat proche de ces règles. Seuls les coups au visage ne sont pas autorisés lors de ce match entre Brian Johnston et John Renfroe qui se termine au premier round par étranglement,.
Scott Coker souhaite déjà proposer d'autres affrontements en MMA mais ne le peut tant que l'État de Californie ne les autorise pas officiellement.
Fort de son historique en Californie, le Strikeforce devient, le 10 mars 2006, la toute première promotion à organiser un événement de MMA approuvé par la commission athlétique de l'État américain. Le combat principal de la soirée oppose Frank Shamrock, pionnier des MMA de retour après trois ans à l'écart de la compétition, à Cesar Gracie, membre de la famille Gracie et éminent professeur de jiu-jitsu brésilien au sein de sa propre académie basée en Californie. Le gala est alors un succès réunissant 18 265 personnes au HP Pavilion de San José, et établit un nouveau record d'audience pour un tel spectacle en Amérique du Nord. Le chiffre dépasse le précédent maximum détenu par l'Ultimate Fighting Championship, avec 14 562 spectateurs lors de l'UFC 52 en avril 2005.
Le Strikeforce introduit des combats féminins de MMA à ses événements dès décembre 2006. Le premier d'entre eux est un match entre Gina Carano et Elaina Maxwell lors de la soirée Strikeforce: Triple Threat.
L'organisation était la propriété de la Silicon Valley Sports and Entertainment (SVSE), qui détient par ailleurs les Sharks de San José (hockey sur glace) et l'Open de San José (tennis). La plupart des évènements de Strikeforce ont eu lieu à l'HP Pavilion at San Jose.
Depuis août 2009, Strikeforce organisait ses compétitions en partenariat avec deux autres organisations de MMA: la DREAM (Japon), et le M-1 Global (Russie), ce qui a permis à Strikeforce d'obtenir l'exclusivité contractuelle de certains combattants célèbres, dont la plupart étaient issus de Pride FC. Depuis novembre 2009 et le combat entre Fedor Emelianenko et Brett Rogers, les combats de Strikeforce étaient diffusés sur CBS.
En 2011, l'organisation est rachetée par Zuffa, la société possédant déjà l'UFC. Bien que Dana White, son président, a déclaré vouloir maintenir l'organisation, les plus grandes stars de Strikeforce (comme Alistair Overeem, Dan Henderson, Nick Diaz ou Cung Le) ont fini par signer en UFC, réduisant considérablement l'intérêt de Strikeforce. Finalement, après un dernier évènement le 12 janvier 2013, l'organisation est absorbée par l'UFC et disparaît.
L'une des spécificités de Strikeforce était son championnat féminin, ce qui est généralement rare dans les organisations de MMA, avant que l'UFC n'intègre également un championnat féminin à partir de 2013.

## Règles
Strikeforce est reconnue par la California State Athletic Commission (dépendant de l'État de Californie), et applique les « règles unifiées » (codifiés par le New Jersey State Athletic Control Board, et appliquées notamment par l'UFC).
Les combats se déroulent dans une cage grillagée à 6 côtés, pendant 3 rounds de 5 minutes (5 rounds pour les combats de championnat).
Parmi les coups interdits : les coups de pied ou de genou lorsque l'adversaire est au sol.

## Champions

### Catégories masculines

#### Poids légers
| No. | Nom                                                         | Événement                                                         | Période de règne               | Défenses de titre |
| --- | ----------------------------------------------------------- | ----------------------------------------------------------------- | ------------------------------ | --- |
| 1   | Clay Guida bat Josh Thomson                                 | Strikeforce: Shamrock vs. Gracie San José, Californie États-Unis  | 10 mars 2006 9 juin 2006       | |
| 2   | Gilbert Melendez                                            | Strikeforce: Revenge San José, Californie États-Unis              | 9 juin 2006 27 juin 2008       | 1. bat Gabe Lemley au Strikeforce: Shamrock vs. Le, le 29 mars 2008 |
| 3   | Josh Thomson                                                | Strikeforce: Melendez vs. Thomson San José, Californie États-Unis | 27 juin 2008 19 décembre 2009  | |
| -   | Gilbert Melendez bat Rodrigo Damm pour le titre intérimaire | Strikeforce: Shamrock vs. Diaz San José, Californie États-Unis    | 11 avril 2009 19 décembre 2009 | 1. bat Mitsuhiro Ishida au Strikeforce: Carano vs. Cyborg, le 15 août 2009 |
| 4   | Gilbert Melendez bat Josh Thomson pour le titre incontesté  | Strikeforce: Evolution San José, Californie États-Unis            | 19 décembre 2009               | 1. bat Shinya Aoki au Strikeforce: Nashville, le 17 avril 2010 2. bat Tatsuya Kawajiri au Strikeforce: Diaz vs. Daley, le 9 avril 2011 3. bat Jorge Masvidal au Strikeforce: Melendez vs. Masvidal, le 17 décembre 2012 4. bat Josh Thomson au Strikeforce: Barnett vs. Cormier, le 19 mai 2012 |

#### Poids mi-moyens
| No.                                                             | Nom                              | Événement                                                                 | Période de règne                | Défenses de titre |
| --------------------------------------------------------------- | -------------------------------- | ------------------------------------------------------------------------- | ------------------------------- | --- |
| 1                                                               | Nick Diaz bat Marius Žaromskis   | Strikeforce: Miami Sunrise, Floride, États-Unis                           | 30 janvier 2010 9 juin 2011     | 1. bat K.J. Noons au Strikeforce: Diaz vs. Noons II, le 9 octobre 2010 2. bat Evangelista Santos au Strikeforce: Diaz vs. Cyborg, le 29 janvier 2011 3. bat Paul Daley au Strikeforce: Diaz vs. Daley, le 9 avril 2011 |
| Diaz abandonne son titre en signant avec l'UFC, le 9 juin 2011. |                                  |                                                                           |                                 | |
| 2                                                               | Nate Marquardt bat Tyron Woodley | Strikeforce: Rockhold vs. Kennedy Portland, Oregon, États-Unis            | 14 juillet 2012 12 janvier 2013 | |
| 3                                                               | Tarec Saffiedine                 | Strikeforce: Marquardt vs. Saffiedine Oklahoma City, Oklahoma, États-Unis | 12 janvier 2013                 | |

#### Poids moyens
L'organisation met en jeu la première ceinture des poids moyens le 22 juin 2007 à San José, lors d'un événement promu avec l'EliteXC,.
| No.                                                                                                  | Nom                            | Événement                                                           | Période de règne               | Défenses de titre |
| --- | ------------------------------ | ------------------------------------------------------------------- | ------------------------------ | --- |
| 1 | Frank Shamrock bat Phil Baroni | Strikeforce: Shamrock vs. Baroni San José, Californie, États-Unis   | 22 juin 2007 29 mars 2008      | |
| 2 | Cung Le                        | Strikeforce: Shamrock vs. Le San José, Californie, États-Unis       | 29 mars 2008 17 septembre 2009 | |
| Le abandonne sa ceinture le 17 septembre 2009 afin de se consacrer au tournage d'un film.            |                                |                                                                     |                                | |
| 3 | Jake Shields bat Jason Miller  | Strikeforce: Fedor vs. Rogers Hoffman Estates, Illinois, États-Unis | 7 novembre 2009 21 août 2010   | 1. bat Dan Henderson au Strikeforce: Nashville, le 17 avril 2010                                                                                          |
| Shields abandonne sa ceinture le 1er juillet 2010 en quittant le Strikeforce pour signer avec l'UFC. |                                |                                                                     |                                | |
| 4 | Ronaldo Souza bat Tim Kennedy  | Strikeforce: Houston Houston, Texas, États-Unis                     | 21 août 2010 10 septembre 2011 | 1. bat Robbie Lawler au Strikeforce: Diaz vs. Cyborg, le 29 janvier 2011                                                                                  |
| 5 | Luke Rockhold                  | Strikeforce: Barnett vs. Kharitonov Cincinnati, Ohio, États-Unis    | 10 septembre 2011              | 1. bat Keith Jardine au Strikeforce: Rockhold vs. Jardine, le 7 janvier 2012 2. bat Tim Kennedy au Strikeforce: Rockhold vs. Kennedy , le 14 juillet 2012 |

#### Poids mi-lourds
| No.                                                                                                   | Nom                               | Événement                                                       | Période de règne                 | Défenses de titre                                                         |
| --- | --------------------------------- | --------------------------------------------------------------- | -------------------------------- | ------------------------------------------------------------------------- |
| 1 | Bobby Southworth bat Vernon White | Strikeforce: Triple Threat San José, Californie, États-Unis     | 8 décembre 2006 21 novembre 2008 | 1. bat Anthony Ruiz au Strikeforce: Melendez vs. Thomson, le 27 juin 2008 |
| 2 | Renato Sobral                     | Strikeforce: Destruction San José, Californie, États-Unis       | 21 novembre 2008 15 août 2009    |                                                                           |
| 3 | Gegard Mousasi                    | Strikeforce: Carano vs. Cyborg San José, Californie, États-Unis | 15 août 2009 17 avril 2010       |                                                                           |
| 4 | Muhammed Lawal                    | Strikeforce: Nashville Nashville, Tennessee, États-Unis         | 17 avril 2010 21 août 2010       |                                                                           |
| 5 | Rafael Cavalcante                 | Strikeforce: Houston Houston, Texas, États-Unis                 | 21 août 2010 5 mars 2011         |                                                                           |
| 6 | Dan Henderson                     | Strikeforce: Feijao vs. Henderson Columbus, Ohio, États-Unis    | 5 mars 2011 19 septembre 2011    |                                                                           |
| Henderson abandonne son titre en signant avec l'Ultimate Fighting Championship, le 19 septembre 2011. |                                   |                                                                 |                                  |                                                                           |

#### Poids lourds
Le premier titre de champion des poids lourds du Strikeforce est mis en jeu en novembre 2007, lors de l'événement Strikeforce: Four Men Enter, One Man Survives.
| No.                                                                               | Nom                                 | Événement                                                                      | Période de règne                 | Défenses de titre                                                   |
| --------------------------------------------------------------------------------- | ----------------------------------- | ------------------------------------------------------------------------------ | -------------------------------- | ------------------------------------------------------------------- |
| 1                                                                                 | Alistair Overeem bat Paul Buentello | Strikeforce: Four Men Enter, One Man Survives San José, Californie, États-Unis | 16 novembre 2007 29 juillet 2011 | 1. bat Brett Rogers au Strikeforce: Heavy Artillery, le 15 mai 2010 |
| Overeem est licencié du Strikeforce et destitué de son titre, le 29 juillet 2011. |                                     |                                                                                |                                  |                                                                     |

### Catégories féminines

#### Poids coqs
À la suite de la fermeture du Strikeforce par Zuffa, société mère de l'Ultimate Fighting Championship, la dernière champion des poids coqs, Ronda Rousey, est couronnée première championne des poids coqs de l'UFC en décembre 2012.
| No. | Nom                            | Événement                                                                   | Période de règne               | Défenses de titre                                                                             |
| --- | ------------------------------ | --------------------------------------------------------------------------- | ------------------------------ | --------------------------------------------------------------------------------------------- |
| 1   | Sarah Kaufman bat Takayo Hashi | Strikeforce Challengers: Kaufman vs. Hashi San José, Californie, États-Unis | 26 février 2010 9 octobre 2010 | 1. bat Roxanne Modafferi au Strikeforce Challengers: del Rosario vs. Mahe, le 23 juillet 2010 |
| 2   | Marloes Coenen                 | Strikeforce: Diaz vs. Noons II San José, Californie, États-Unis             | 9 octobre 2010 30 juillet 2011 | 1. bat Liz Carmouche au Strikeforce: Feijao vs. Henderson, le 5 mars 2011                     |
| 3   | Miesha Tate                    | Strikeforce: Fedor vs. Henderson Hoffman Estates, Illinois, États-Unis      | 30 juillet 2011 3 mars 2012    |                                                                                               |
| 4   | Ronda Rousey                   | Strikeforce: Tate vs. Rousey Columbus, Ohio, États-Unis                     | 3 mars 2012 6 décembre 2012    | 1. bat Sarah Kaufman au Strikeforce: Rousey vs. Kaufman], le 18 août 2012                     |